# Hermánszeg
Hermánszeg es un pueblo ubicado en el distrito de Fehérgyarmat, en el condado de Szabolcs-Szatmár-Bereg, Hungría.

## Superficie
Posee una superficie de 5,20 kilómetros cuadrados.

## Demografía
Hasta 2019 la población era de 247 habitantes, con una densidad de población de 47,50 habitantes por kilómetro cuadrado.